# Vänersborg (comune)
Vänersborg è un comune svedese di 36 868 abitanti, situato nella contea di Västra Götaland. Il suo capoluogo è la città omonima.

## Località
Nel territorio comunale sono comprese le seguenti aree urbane (tätort):
- Brålanda
- Frändefors
- Nordkroken
- Vänersborg
- Vargön